# Crustomollisia
Crustomollisia is een monotypisch geslacht van schimmels uit de familie Pezizellaceae. Het bevat alleen Crustomollisia roburnea.